# Dycladia transacta
Dycladia transacta är en fjärilsart som beskrevs av Walker. Dycladia transacta ingår i släktet Dycladia och familjen björnspinnare. Inga underarter finns listade i Catalogue of Life.